# Among the Living
Among the Living treći je studijski album američkog thrash metal sastava Anthrax. Album je objavljen 22. ožujka 1987. godine, a objavila ga je diskografska kuća Island Records. Dana 31. srpnja 1990. dobio je zlatnu nakladu, a dodijelilo ju je Udruženje diskografske industrije Amerike. 
BBC je opisao album kao "njegov nedvojbeni prodir" te "obožavateljima često njegov najdraži Anthraxov album". Bubnjar i tekstopisac Charlie Benante izjavio je da je Among the Living Anthraxov "zaštitni album". Album je posvećen preminulom basistu Metallice, Cliffu Burtonu, koji je poginuo u autobusnoj nesreći šest mjeseci prije objave albuma.

## Popis pjesama
Tekstovi i glazba: Anthrax, osim "I Am the Law" i "Imitation of Life", koju su napisali Anthrax i Danny Lilker. 
| 1. | »Among the Living«         | 5:16 |
| 2. | »Caught in a Mosh«         | 5:00 |
| 3. | »I Am the Law«             | 5:57 |
| 4. | »Efilnikufesin (N.F.L.)«   | 4:54 |
| 5. | »A Skeleton in the Closet« | 5:32 |

| Druga strana | Druga strana              | Druga strana | Druga strana | Druga strana | Druga strana | Druga strana | Druga strana | Druga strana | Druga strana |
| Br.          | Skladba                   | Trajanje     |              |              |              |              |              |              |              |
| ------------ | ------------------------- | ------------ | ------------ | ------------ | ------------ | ------------ | ------------ | ------------ | ------------ |
| 6.           | »Indians«                 | 5:40         |              |              |              |              |              |              |              |
| 7.           | »One World«               | 5:56         |              |              |              |              |              |              |              |
| 8.           | »A.D.I./Horror of It All« | 7:49         |              |              |              |              |              |              |              |
| 9.           | »Imitation of Life«       | 4:22         |              |              |              |              |              |              |              |
| 50:13        |                           |              |              |              |              |              |              |              |              |

## Zasluge
Anthrax
- Scott Ian – ritam gitara
- Charlie Benante – bubnjevi
- Frank Bello – bas-gitara
- Joe Belladonna – vokali
- Dan Spitz – glavna gitara

Ostalo osoblje
- Eddie Kramer – produkcija, miksanje
- Don Brautigam – omot albuma
- Kent Joseph – logotip
- Dan Lilker – tekstopisac (pjesme 3, 9)
- Francis McSweeney – pomoćnik miksera
- Chip Schane – pomoćnik inženjera zvuka
- Chris Rutherford – inženjer zvuka
- Jon Zazula – izvršni producent
- Paul Hammingson – miksanje
- George Marino – mastering
- Frank White – fotografija
- Gene Ambo – fotografija
- Ron Akiyama – fotografija
- Waring Abbott – fotografija